# Cubla
Cubla è un comune spagnolo di 44 abitanti situato nella comunità autonoma dell'Aragona.